# Colobanthus pulvinatus
Espèce
Colobanthus pulvinatus est une espèce de plantes à fleurs dicotylédones de la famille des Caryophyllaceae, endémique de l'Australie.
C'est une plante herbacée vivace poussant en coussins compacts de 2 à 10 cm de diamètre. Cette espèce se rencontre dans les montagnes du sud de la Tasmanie ainsi que sur le mont Kosciusko en Nouvelle-Galles du Sud.